# Kolbudy (stacja kolejowa)
Kolbudy – nieczynna stacja kolejowa w Kolbudach, w województwie pomorskim, w Polsce. Znajduje się na trasie linii nr 229 - Pruszcz Gdański - Łeba. Obecnie stacja została zaadaptowana na skład budowlany.